# Sarah Castellana
Sarah Castellana (Palermo, 13 agosto 1990) è una giornalista italiana.

## Biografia
Inizia la sua carriera giornalistica nel giornale sportivo online Mediagol.it. 
Giornalista pubblicista dal 2014, debutta a Sportitalia per poi passare ad Udinese Channel ed in seguito a Gazzetta TV. In questi canali televisivi si è occupata di calcio, dal commento alle partite, fino al calciomercato.
Dal 13 settembre 2015 partecipa per due stagioni alla trasmissione calcistica Quelli che il calcio su Rai 2, condotta da Nicola Savino. Qui si occupa della parte sportivo-redazionale del programma, commentando le partite di calcio di Serie A della giornata ed aggiornando i telespettatori sull'andamento delle partite.
Nel giugno del 2022 viene chiamata a Sky Sport come esperta di calciomercato durante il periodo estivo.
Si occupa di Serie C Now sul canale YouTube della Lega Pro. Nel giugno 2024 torna per il calcio mercato a Sky Sport. Da settembre conduce con Leo di Bello i pre e i postpartita di Champions League senza squadre italiane nella trasmissione di TV8 Champions Night.
A partire da dicembre 2024 presenta la rubrica periodica del Palermo Torretta Cafè.

### Vita privata
Il 3 giugno 2016 si è sposata a Taormina con il calciatore Thomas Heurtaux, con il quale ha avuto un figlio.

## Programmi televisivi
- SI News (Sportitalia, 2014)
- Udinese Channel
- Gazzetta TV
- Quelli che il calcio (Rai 2, 2015-2017)
- TV8 Champions Night (TV8, 2024)
- Torretta Cafè (Web TV, 2024-)